# 吉村真性
吉村 真性（よしむら しんしょう、1977年11月 - ）は、日本の法学者。専門は刑事訴訟法。学位は、博士（法学）（龍谷大学、2006年）（学位論文「刑事手続における被害者参加論」）。九州国際大学教授。

## 経歴
- 2000年 龍谷大学法学部 卒業
- 2002年 龍谷大学大学院法学研究科 修士課程 修了
- 2006年 龍谷大学大学院法学研究科博士課程修了、博士（法学）の学位を取得

## 職歴
- 2003年11月～2005年3月 龍谷大学 矯正・保護研究センター リサーチ・アシスタント
- 2005年4月～2008年3月 龍谷大学 法学部 非常勤講師（「基礎演習Ⅰ」「基礎演習Ⅱ」）
- 2005年4月～2007年3月 中央大学法学部通信教育課程 学生会兵庫支部科目ゼミ講師（「刑法総論・各論」及び「刑事訴訟法」）
- 2006年6月～2008年3月 龍谷大学 矯正・保護研究センター 博士研究員（Postdoctoral Fellow）
- 2007年9月～2008年3月 愛知大学法学部 非常勤講師（「刑事政策Ⅱ」）
- 2008年4月～2014年3月 九州国際大学法学部 准教授（「刑事訴訟法」担当教員）
- 2008年4月～2010年3月 龍谷大学 矯正・保護研究センター 嘱託研究員
- 2011年4月～現在に至る 龍谷大学 矯正・保護総合センター 嘱託研究員
- 2011年4月～現在に至る 国立大学法人 福岡教育大学 教育学部社会科教育講座 非常勤講師（「日本国憲法」）
- 2012年4月～2014年3月 九州国際大学大学院 法学研究科 准教授（「刑事訴訟法」担当教員）
- 2014年4月～現在に至る 九州国際大学法学部・大学院法学研究科 教授（「刑事訴訟法」担当教員）
- 2015年4月～現在に至る 九州産業大学経済学部 非常勤講師（「特殊講義Ⅳ（刑法）」）

## 主要論文
- 吉村真性「刑事司法における被害者陳述の研究」『龍谷大学大学院法学研究』第4号、龍谷大学、2002年9月、141-159頁、ISSN 13454544、NAID 110000089434。
- 吉村真性「刑事手続における被害者参加論(二)」『龍谷法学』第39巻第3号、龍谷大学法学会、2006年12月、335頁、NAID 120006645880。
- 吉村真性「裁判員制度の概略とその問題点--裁判員裁判における公平な裁判の実現」『九州国際大学法学論集』第15巻第3号、九州国際大学、2009年3月、1-21頁、ISSN 1341061X、NAID 110007702223。
- 吉村真性「被害者の落ち度を争った裁判員裁判 (特集 被害者参加制度の導入と刑事弁護の変容) -- (被害者参加事件を傍聴して)」『刑事弁護』第61号、現代人文社、2010年、75-78頁、NAID 40016958315。
- 吉村真性「刑事訴訟法判例研究(62)被害者及び目撃者の虚偽供述が発覚し再審無罪となった事件[大阪地裁平成27.10.16判決]」『法律時報』第89巻第10号、日本評論社、2017年9月、123-126頁、ISSN 0387-3420、NAID 40021291035。

## 所属学会
- 日本刑法学会
- 日本被害者学会
- 犯罪社会学会
- 比較法学会